# Amgen
Amgen — биофармацевтическая компания со штаб-квартирой в городе Таузанд-Окс, Калифорния. Amgen является крупнейшей в мире независимой биотехнологической фирмой. В списке крупнейших публичных компаний мира Forbes Global 2000 за 2021 год Amgen заняла 150-е место (383-е по обороту, 70-е по чистой прибыли, 585-е по активам и 85-е по рыночной капитализации. Основана в 1980 году.

## История
Наименование Amgen («Амджен») это слово-гибрид от первоначального названия компании: Applied Molecular Genetics (Прикладная молекулярная генетика), которое стало официальным названием компании в 1983 году (через три года после регистрации, совпавшей с её IPO (первичным публичным размещением). Первым главным исполнительным директором с 1980 года был соучредитель Джордж Ратманн (George B. Rathmann). Первые годы компания была убыточной, источниками средств были размещение акций и проведение лабораторных исследований для других компаний. Первой значительной разработкой стал препарат Эпоген (Epogen), первый рекомбинантный человеческий эритропоэтин, который применяется для лечения анемии, связанной с хронической почечной недостаточностью; Эпоген был выпущен на рынок в 1989 году. В феврале 1991 года Amgen получила одобрение от FDA для препарата Neupogen, предназначенного для профилактики инфекций у пациентов, иммунная система которых подавлена из-за химиотерапии рака. Благодаря этим двум препаратам в1992 году Amgen стала первой биотехнологической компанией, выручка которой превысила 1 млрд долларов.
В ноябре 1998 года компания Immunex (в 2002 году приобретена компанией Amgen) получила одобрение для Enbrel (этанерцепт), первого препарата для лечения ревматоидного артрита, таргетированного на фактор некроза опухоли.
6 июня 2010 Amgen получила одобрение от FDA на препарат Prolia, белковое лекарственное средстве для лечения постклимактерического остеопороза. В клинических испытаниях Prolia показал снижение частоты переломов позвонков на 61 % и частоты переломов бедра на 40 %. В ноябре 2010 года FDA одобрило препарат Xgeva для профилактики осложнений костных метастазов у больных с солидными опухолями.
18 декабря 2012 года, по сообщению Los Angeles Times, Amgen признала себя виновной, согласилась заплатить $150 млн штрафа и $612 млн по 11-ти искам в связи с рекламой и продажей препарата Aranesp для показаний, для которых он не был сертифицирован.
В сентябре 2015 года компания приобрела Dezima Pharma за 1,55 млрд долларов.
В 2019 году была куплена шведская компания Nuevolution AB за 1,61 млрд шведских крон ($166,8 млн). В августе того же года у Celgene за 13,4 млрд долларов были куплены права на препарат Отезла. В октябре была куплена 20,5-процентная доля в пекинской компании BeiGene; стоимость пакета акций составила 2,7 млрд долларов.
В мае 2021 года за 1,9 млрд долларов была куплена компания Five Prime Therapeutics, а также Rodeo Therapeutics за 720 млн долларов.
В августе 2022 года за $3,7 млрд была куплена компания ChemoCentryx.
В декабре 2022 года за $27,8 млрд была куплена компания Horizon Therapeutics.

## Руководство
Роберт Брэдвэй (Robert A. Bradway) — председатель совета директоров (с 2013 года), президент (с 2010 года) и главный исполнительный директор (с 2012 года), в компании с 2006 года; ранее работал в Morgan Stanley (с 1985 года). Также член советов директоров Norfolk Southern Corporation и Boeing.

## Деятельность
75 % продаж компании приходится на США, более 80 % — на трёх крупнейших оптовых торговцев медикаментами: AmerisourceBergen, Cardinal Health и McKesson. Основные производственные мощности находятся в штатах Калифорния, Пуэрто-Рико и Род-Айленд, а также в Ирландии, Нидерландах, Сингапуре, Бразилии и Турции; часть лекарственных средств производят сторонние контрактные производители.
|                     | 2007  | 2008  | 2009  | 2010  | 2011  | 2012  | 2013  | 2014  | 2015  | 2016  | 2017  | 2018  | 2019  | 2020  | 2021  | 2022  |
| ------------------- | ----- | ----- | ----- | ----- | ----- | ----- | ----- | ----- | ----- | ----- | ----- | ----- | ----- | ----- | ----- | ----- |
| Выручка             | 14,77 | 15,00 | 14,64 | 15,05 | 15,58 | 17,27 | 18,68 | 20,06 | 21,66 | 22,99 | 22,85 | 23,75 | 23,36 | 25,42 | 25,97 | 26,32 |
| Чистая прибыль      | 3,078 | 4,052 | 4,605 | 4,627 | 3,683 | 4,345 | 5,081 | 5,158 | 6,939 | 7,722 | 1,979 | 8,394 | 7,842 | 7,264 | 5,883 | 6,552 |
| Активы              | 34,62 | 36,43 | 39,63 | 43,49 | 48,87 | 54,18 | 65,97 | 68,88 | 71,45 | 77,63 | 79,95 | 66,42 | 59,71 | 62,95 | 61,17 | 65,12 |
| Собственный капитал | 18,51 | 20,89 | 22,67 | 23,94 | 19,03 | 19,06 | 22,10 | 25,78 | 28,08 | 29,88 | 25,24 | 12,50 | 9,673 | 9,409 | 6,700 | 3,661 |

## Продукты
Основные препараты по объёму продаж в 2021 году:
- Энбрел (Enbrel, Этанерцепт) — для лечения артрита, $4,47 млрд;
- Пролия (Prolia, Деносумаб) — для лечения остеопороза, $3,25 млрд;
- Отезла (Otezla, Апремиласт) — для лечения псориаза, $2,25 млрд;
- Xgeva (Деносумаб) — для лечения остеопороза, $2,02 млрд;
- Неуласта (Neulasta, Pegfilgrastim) — для лечения нейтропении, $1,73 млрд;
- Аранесп (Aranesp, Darbepoetin alfa) — для лечения анемии, $1,48 млрд;
- Мваси (Mvasi, Бевацизумаб) — для лечения раковых заболеваний, $1,17 млрд;
- Репата (Repatha, Эволокумаб) — для снижения уровня холестерина, $1,12 млрд;
- Кипролис (Kyprolis, Carfilzomib) — для лечения множественной миеломы, $1,11 млрд;
- Энплейт (Nplate, Ромиплостим) — для лечения хронической тромбоцитопении, $1,02 млрд.

Другие препараты:
- Amjevita (дженерик лекарства Humira от фармкорпорации AbbVie)[25];
- Blincyto (Blinatumomab) для лечения острого лимфобластного лейкоза[26];
- Epogen (Эпоэтин), также известный как Procrit, для анемии;
- Neupogen (гранулоцит-колониестимулирующий фактор Филграстим) для нейтропении;
- Sensipar/Мимпара (Цинакалцет) для первичного и вторичного гиперпаратиреоза (осложнения минерального обмен веществ, которое встречается у пациентов с почечной недостаточностью);
- Vectibix (Панитумумаб) для рака толстой кишки;

### Продукты, разработанные и позднее проданные
- Kepivance (Palifermin) для орального мукозита (продано Biovitrium, сейчас Swedish Orphan Biovitrum, в декабре 2008 года)[27]
- StemGen (Ancestim) для использования в сочетании с филграстима для мобилизации периферических стволовых гемопоэтических клеток[28] (продано Biovitrium, сейчас Swedish Orphan Biovitrum, в декабре 2008 года)[27]
- Kineret (Анакинра) для ревматоидного артрита (исключительная лицензия для Biovitrium, сейчас Swedish Orphan Biovitrum, в декабре 2008 года)[27]